# Окны
О́кны (укр. Окни) — посёлок в Подольском районе Одесской области Украины, административный центр Окнянской поселковой общины. До 2020 года являлся центром Окнянского района. Расположен на реке Ягорлык, левом притоке Днестра.
Название поселка восходит к румынскому языку — «окны» в переводе с румынского означает «ручейки».

## Географическое расположение
Расположен на пересохшей реке Ягорлык, левом притоке Днестра, в 175 км от Одессы и в 25 км от железнодорожной станции Чубовка (на линии Раздельная I — Подольск). По территории поселка проходит автодорога E584.

## История
Окны основаны в последней четверти XVIII в. переселенцами из Молдавии. В XIX веке Окна — имение князей Гагариных (семейство известного одесского землевладельца Е. Г. Гагарина). Административно поселение разделялось на две части рекой Ягорлык, правобережье которой (местечко) относилось Балтскому уезду Подольской губернии, левобережье (село) — к Ананьевскому уезду Херсонской губернии. 
С 1917 года в составе УНР. До 1920 года посёлок носил название Окна, после 1921 года — Красные Окны.
С 1921 года в составе УССР. 
В ходе Великой Отечественной войны в 1941—1944 годы село находилось под немецко-румынской оккупацией.
В январе 1989 года численность населения составляла 5832 человек.
В мае 1995 года Кабинет министров Украины утвердил решение о приватизации находившихся здесь райсельхозтехники и райсельхозхимии.
На 1 января 2013 года численность населения составляла 5378 человек.
1 января 2015 года в поселке демонтировали памятник Ленину,позже, 14 февраля 2015 года был демонтирован ещё один памятник Ленину.
19 мая 2016 года переименован в Окны.

## Уроженцы
- Бикерман, Иосиф Менассиевич, публицист и литературовед.
- Гельфанд, Израиль Моисеевич, математик.
- Гурфинкель, Виктор Семёнович, физиолог.
- Столяр, Зиновий Лазаревич, музыковед, музыкальный критик.